# 바다말미잘버섯
바다말미잘버섯(Clathrus archeri) 영미권에서는 그 생김새 때문인지 문어말뚝버섯Octopus Stinkhorn, 또는 마귀의 손가락Devil's fingers,이라고 불린다. 전세계적으로 분포하는데, 어린 포자는 일종의 둥근 알(suberumpent egg)에서 나오게 되는데 이때 4개에서 7개 정도의 작은 촉수를 낸다. 처음에는 끝이 붙어있는 형태로 솟아나오나 후에는 모두 떨어져서 붉은 색을 띠고 검은색의 글레바(기본체)를 지니게 된다. 성숙한 포자는 썩는 고기 냄새가 난다. 최근, 인도의 Kerala, 서부 Ghats의 Shola숲에서 흰색 촉수를 가 Clathrus. archeri var. alba 가 기록된 바 있다.